# 개그콘서트
《개그콘서트》는 KBS 2TV에서 매주 일요일 밤 10시 20분에 방송된 코미디 프로그램이다.

## 역사

### 초창기(1999~2001년)
해당 프로그램은 1999년 7월 18일 파일럿 프로그램으로 처음 방송된 이후 긍정적인 반응을 얻었다. 초창기에는 강호동이 출연자 후보로 거론되었으나, 개인 사정으로 인해 출연이 무산되었으며, 이창명은 오디션에서 낙방한 바 있다. 이후 부분 개편을 거쳐 1999년 9월 4일부터 매주 토요일 밤 9시에 정규 편성되어 첫 방송되었다.
또한 코미디가 아닌 개그라는 용어를 대중적으로 정착시킨 프로그램으로 평가되며, 가요 프로그램에서 사용되던 콘서트 무대, 천장 조명, 무대 배경 등의 장치를 코미디 프로그램에 활용한 첫 사례로서 큰 의미를 지닌다. 이러한 무대 연출은 지상파 공개 코미디 프로그램에서 최초로 시도된 것이었다.
초창기에는 심현섭, 전유성, 김지혜, 김영철, 김경희, 김준호, 백재현, 김미화, 김대희 등 9명의 출연자가 함께 오프닝과 클로징을 진행하였다.
한편, 《학교 2》는 1999년 가을 개편을 통해 KBS 1TV에서 매주 일요일 저녁 7시 10분으로 편성되었고, 후속작으로 방송된 《퀴즈크래프트》는 회당 약 5만 건의 접속을 목표로 하였으나 실제 시청자 접속은 1만 건에도 미치지 못하였다. 또한 컴퓨터 오류로 인해 생방송이 불가능한 상황이 발생하는 등 다양한 문제점이 제기되면서, 2000년 1월 22일부터 매주 토요일 저녁 6시 50분으로 방송 시간이 변경되었다.
2000년 10월 14일 가을 개편을 통해 방송 시간은 매주 토요일 오후 5시 20분으로 다시 변경되었으며, 이 시기에 김미화, 백재현 등이 하차하고 임하룡, 심형래, 이성미 등이 새로 합류하였다. 개인 사정으로 하차했던 심현섭이 복귀하였으나 기대에 못 미쳐 같은 해 10월 28일부터 이성미, 11월 4일부터 심형래가 다시 하차하였다. 심현섭은 이후 2003년 1월 재충전의 시간을 이유로 프로그램에서 공식 하차하였다.

### 전성기(2002~2014년)
2001년 5월 6일부터는 매주 일요일 밤 8시 50분으로 편성 시간이 조정되었고, 김미화는 2001년 5월 중순 복귀하였으나, 2002년 10월 27일 방송을 끝으로 하차하였다. 한편, 2000년 봄 개편 이후 수요일 밤 9시 55분에 방송되던 프로그램은 《소설 목민심서》 편성과 수목극 전환에 따라, 2000년 7월 26일부터 KBS 1TV로 채널이 변경되었다. 이후 가을 개편을 거쳐 KBS 2TV와 병행 방송되었던 《영상기록 병원 24시》는 2001년 봄 개편 이후 KBS 1TV로 완전히 옮겨가며 방송 시간 변동이 잦았다.
2008년 4월 6일 봄 개편을 통해, KBS 1TV에서 주말 밤 9시 40분에 방송되던 《대왕 세종》은 KBS 2TV로 채널이 이동하여 매주 주말 밤 9시 5분에 방송되었고, 이에 따라 본 프로그램은 매주 일요일 밤 10시 5분에 방송되었다. 이후 《대왕 세종》을 마지막으로 KBS는 대하드라마를 잠정 중단하였고, 2008년 11월 23일부터 본 프로그램은 다시 오후 9시 5분으로 시간대를 조정하였다. 2012년 4월 8일부터 2019년 12월 1일까지는 매주 일요일 밤 9시 15분에 방송되었다.
2008년 3월 이후에는 개콘의 핵심 멤버인 박준형, 오지헌, 정종철 등의 갈갈이 멤버가 KBS를 떠나 개콘을 완전히 하차하고 동시에 MBC《개그야》로 이적하였다. 2019년 12월 7일부터 2020년 3월 28일까지는 매주 토요일 밤 9시 15분에 방송되었다.

### 쇠퇴기 및 종영(2014년 하반기~2020년)
2014년 하반기 이후, 김상미 PD에서 조준희 PD로 교체되었으며, 2019년 8월 11일에는 대규모 개편이 이루어졌다. 같은 해 12월 7일부터는 18년 만에 일요일 방송에서 토요일로 편성이 변경되었고, 2020년 1월 25일부터는 점수제가 도입되었다. 2020년 4월 10일부터 금요일 밤 8시 30분으로 편성되었으며, 2020년 6월 26일 1050회를 마지막으로 21년만에 종영되었다.

### 새 시즌 재개 이후
이후, 2021년 11월 13일부터 약 4개월간 서바이벌 형식의 코미디 프로그램 《개승자》로 재편성되었다가, 2023년 11월 12일부터는 시즌 2로 방송이 재개되었으며, 회차는 1051회부터 이어졌다.
2024년 한 해 동안 정규 편성 체제를 유지하며 방영되었고, 주요 개그맨들의 복귀와 신인 개그맨들의 등장이 병행되었다. 프로그램은 전통적인 공개 코미디 형식을 유지하면서도 시대 변화에 맞춘 사회 풍자, 패러디, 관찰형 개그 등 새로운 포맷을 일부 도입하여 실험적 시도를 이어갔다.
다만, 시즌 2는 과거의 전성기만큼 폭발적인 반응을 이끌지는 못하였으며, 시청률은 소폭 상승과 하락을 반복하는 안정기를 보였다. 주요 코너의 유행어나 개그 트렌드가 예전만큼 대중 문화 전반에 영향을 미치지는 못하였으나, 고정 시청자층과 일부 온라인 커뮤니티를 중심으로 긍정적인 반응을 얻는 데에는 성공하였다.
2025년에 방송 회차는 1100회를 돌파한 상태이다. 시즌 2의 운영진은 개그의 소재를 MZ세대의 감성에 맞추기 위해 여러 코너를 교체하고 새로운 시도를 지속하고 있다. 유튜브, 틱톡 등 디지털 플랫폼과 연계한 콘텐츠 확장 전략도 병행되었으나, 해당 프로그램의 포맷 특성상 여전히 텔레비전 방송 위주의 전통 형식을 유지하고 있다.

## 방송 시간

### 시즌 1
| 방송 채널 | 방송 기간                           | 방송 시간                 |
| --------- | ----------------------------------- | ------------------------- |
| KBS 2TV   | 1999년 9월 4일 ~ 1999년 12월 11일   | 매주 토요일 밤 9시        |
| KBS 2TV   | 1999년 12월 18일 ~ 2000년 1월 15일  | 매주 토요일 밤 8시 50분   |
| KBS 2TV   | 2000년 1월 22일 ~ 2000년 10월 7일   | 매주 토요일 저녁 6시 50분 |
| KBS 2TV   | 2000년 10월 14일 ~ 2001년 4월 28일  | 매주 토요일 오후 5시 20분 |
| KBS 2TV   | 2001년 5월 6일 ~ 2001년 11월 4일    | 매주 일요일 밤 8시 50분   |
| KBS 2TV   | 2001년 11월 11일 ~ 2002년 1월 13일  | 매주 일요일 밤 8시 50분   |
| KBS 2TV   | 2002년 1월 20일 ~ 2004년 10월 31일  | 매주 일요일 밤 8시 50분   |
| KBS 2TV   | 2004년 11월 7일 ~ 2006년 12월 17일  | 매주 일요일 밤 8시 55분   |
| KBS 2TV   | 2007년 1월 7일 ~ 2008년 3월 30일    | 매주 일요일 밤 8시 55분   |
| KBS 2TV   | 2006년 12월 24일                    | 일요일 밤 8시 55분        |
| KBS 2TV   | 2006년 12월 31일                    | 일요일 밤 8시 40분        |
| KBS 2TV   | 2008년 4월 6일 ~ 2008년 11월 16일   | 매주 일요일 밤 10시 5분   |
| KBS 2TV   | 2008년 11월 23일 ~ 2011년 7월 17일  | 매주 일요일 밤 9시 5분    |
| KBS 2TV   | 2011년 7월 24일 ~ 2011년 11월 6일   | 매주 일요일 밤 9시 5분    |
| KBS 2TV   | 2012년 1월 1일 ~ 2012년 2월 26일    | 매주 일요일 밤 9시 5분    |
| KBS 2TV   | 2011년 11월 13일 ~ 2011년 12월 25일 | 매주 일요일 밤 9시 5분    |
| KBS 2TV   | 2012년 3월 4일 ~ 2012년 4월 1일     | 매주 일요일 밤 9시 5분    |
| KBS 2TV   | 2012년 4월 8일 ~ 2013년 5월 5일     | 매주 일요일 밤 9시 15분   |
| KBS 2TV   | 2014년 5월 25일 ~ 2015년 4월 19일   | 매주 일요일 밤 9시 15분   |
| KBS 2TV   | 2013년 5월 12일 ~ 2014년 4월 13일   | 매주 일요일 밤 9시 15분   |
| KBS 2TV   | 2015년 4월 26일 ~ 2015년 11월 8일   | 매주 일요일 밤 9시 15분   |
| KBS 2TV   | 2015년 11월 15일 ~ 2015년 12월 27일 | 매주 일요일 밤 9시 15분   |
| KBS 2TV   | 2016년 1월 3일 ~ 2018년 5월 20일    | 매주 일요일 밤 9시 15분   |
| KBS 2TV   | 2018년 6월 24일 ~ 2018년 7월 1일    | 매주 일요일 밤 9시 15분   |
| KBS 2TV   | 2018년 5월 27일                     | 매주 일요일 밤 9시 15분   |
| KBS 2TV   | 2018년 6월 3일 ~ 2018년 6월 17일    | 매주 일요일 밤 9시 15분   |
| KBS 2TV   | 2018년 7월 8일 ~ 2018년 9월 30일    | 매주 일요일 밤 9시 15분   |
| KBS 2TV   | 2019년 1월 6일 ~ 2019년 12월 1일    | 매주 일요일 밤 9시 15분   |
| KBS 2TV   | 2018년 10월 7일 ~ 2018년 12월 30일  | 매주 일요일 밤 9시 20분   |
| KBS 2TV   | 2019년 12월 7일 ~ 2020년 3월 28일   | 매주 토요일 밤 9시 15분   |
| KBS 2TV   | 2020년 4월 10일 ~ 2020년 6월 26일   | 매주 금요일 밤 8시 30분   |

### 시즌 2
| 방송 채널 | 방송 기간                           | 방송 시간                |
| --------- | ----------------------------------- | ------------------------ |
| KBS 2TV   | 2023년 11월 12일 ~ 2024년 2월 4일   | 매주 일요일 밤 10시 25분 |
| KBS 2TV   | 2024년 2월 18일 ~ 2024년 3월 3일    | 매주 일요일 밤 10시 15분 |
| KBS 2TV   | 2024년 3월 17일 ~ 2024년 7월 21일   | 매주 일요일 밤 10시 35분 |
| KBS 2TV   | 2024년 9월 1일 ~ 2024년 9월 8일     | 매주 일요일 밤 10시 35분 |
| KBS 2TV   | 2024년 8월 18일 ~ 2024년 8월 25일   | 매주 일요일 밤 10시 45분 |
| KBS 2TV   | 2024년 9월 22일 ~ 2024년 10월 6일   | 매주 일요일 밤 10시 45분 |
| KBS 2TV   | 2025년 1월 26일                     | 매주 일요일 밤 10시 45분 |
| KBS 2TV   | 2024년 10월 13일 ~ 2024년 10월 27일 | 매주 일요일 밤 10시 40분 |
| KBS 2TV   | 2025년 3월 9일                      | 매주 일요일 밤 10시 40분 |
| KBS 2TV   | 2024년 11월 3일                     | 매주 일요일 밤 11시      |
| KBS 2TV   | 2025년 2월 2일                      | 매주 일요일 밤 11시      |
| KBS 2TV   | 2025년 6월 22일 ~ 2025년 8월 10일   | 매주 일요일 밤 11시      |
| KBS 2TV   | 2024년 11월 10일 ~ 2025년 1월 19일  | 매주 일요일 밤 10시 50분 |
| KBS 2TV   | 2025년 2월 16일 ~ 2025년 3월 2일    | 매주 일요일 밤 10시 50분 |
| KBS 2TV   | 2025년 2월 9일                      | 매주 일요일 밤 10시 55분 |
| KBS 2TV   | 2025년 3월 16일 ~ 2025년 6월 8일    | 매주 일요일 밤 9시 20분  |
| KBS 2TV   | 2025년 6월 15일                     | 매주 일요일 밤 11시 20분 |
| KBS 2TV   | 2025년 8월 24일 ~ 현재              | 매주 일요일 밤 10시 20분 |

## 방영 코너
| 코너                      | 출연진 | 방송 기간           |
| ------------------------- | --- | ------------------- |
| 소통왕 말자 할매          | 김영희, 정범균 | 2023년 11월 12일 ~  |
| 심곡 파출소               | 송필근, 이수경, 박은영, 유연조, 서성경, 임슬기, 강명선, 김성원, 윤재웅                                            | 2024년 1월 14일 ~   |
| 챗플릭스                  | 박성광, 송준근, 정범균, 이상훈, 나현영                                                                            | 2024년 2월 25일 ~   |
| 아는 노래                 | 송필근, 정범균, 윤승현, 박은영, 나현영, 이준수, 김시우                                                            | 올 가을에 방영 예정 |
| 데프콘 썸 어때요          | 조수연, 신윤승, 심문규                                                                                            | 2025년 1월 5일 ~    |
| 황해2025                  | 정범균, 장현욱, 오민우, 손민경, 맥스                                                                              | 2025년 1월 19일 ~   |
| 가을씨의 하루             | 이수경, 홍현호, 박은영                                                                                            | 2025년 3월 9일 ~    |
| 썽난 사람들               | 신윤승, 박민성, 김진곤                                                                                            | 2025년 4월 20일 ~   |
| 성장통 드라마 반올림      | 김진곤, 채효령, 송병철, 서유기, 어영진                                                                            | 2025년 5월 11일 ~   |
| 세기의 대결               | 신윤승, 송필근, 정태호, 김성원, 이세진, 이현정, 송재인, 임성욱, 심문규, 장준희, 오정율, 김시우, 서아름, 황혜선 외 | 2025년 5월 25일 ~   |
| 자초하신 일입니다         | 조현민, 김지영, 이수빈, 채효령                                                                                    | 2025년 6월 1일 ~    |
| 남자들의 수명이 짧은 이유 | 윤재웅, 서유기, 강주원, 정태호, 손민경, 황혜선                                                                    | 2025년 7월 13일 ~   |
| 더 에러 라이브            | 어영진, 강주원, 조진형, 한수찬, 김여운, 유연조                                                                    | 2025년 7월 20일 ~   |
| 니가 왜 여기서 나와       | 김영희, 이현정, 김지영, 정승환, 이준수, 황혜선                                                                    | 2025년 7월 20일 ~   |
| 게스트 HOT우스            | 황은비, 오정율, 최기문, 서아름, 유연조, 손유담                                                                    | 2025년 8월 10일 ~   |
| 시청각 밴드               | 유연조, 김가은 | 2025년 8월 10일 ~   |

## 출연 코미디언

### KBS
| 기수       | 출연진 |
| ---------- | --- |
| 21기(2006) | 송병철 |
| 22기(2007) | 박성광, 송준근, 정범균                                                                                         |
| 23기(2008) | 정태호 |
| 24기(2009) | 김성원 |
| 26기(2011) | 이상훈, 정승환                                                                                                 |
| 27기(2012) | 박은영, 송필근, 신윤승                                                                                         |
| 28기(2013) | 조수연 |
| 29기(2014) | 이세진, 이현정, 홍현호                                                                                         |
| 30기(2015) | 송재인, 심문규                                                                                                 |
| 31기(2016) | 임성욱 |
| 32기(2018) | 장준희 |
| 33기(2023) | 나현영, 서아름, 오민우, 오정율, 이수경, 임슬기, 장현욱, 채효령, 최기문, 황은비                                 |
| 34기(2025) | 강명선, 강주원, 김가은, 서성경, 서유기, 손민경, 손유담, 안현우, 어영진, 유연조, 윤재웅, 조진형, 한수찬, 황혜선 |

### MBC
| 기수 | 출연진 |
| ---- | ------ |
| 15기 | 조현민 |
| 19기 | 이준수 |

### SBS
| 기수 | 출연진 |
| ---- | ------ |
| 9기  | 김진곤 |
| 13기 | 김영구 |
| 14기 | 이수빈 |
| 16기 | 김지영 |

### MBN
| 년도   | 출연진 |
| ------ | ------ |
| 2011년 | 김여운 |

### tvN
| 년도   | 출연진 |
| ------ | ------ |
| 2014년 | 박민성 |

### 비공채
| 출연진 |
| ------ |
| 맥스   |

## 회차별 특별출연/게스트
| 회차   | 출연진 |
| ------ | --- |
| 1051회 | ZEROBASEONE(제로베이스원)(아이돌), 이태선밴드                                                                                         |
| 1052회 | 채연(가수), 안혜경(배우) |
| 1053회 | 솔비(가수), 수란 |
| 1054회 | 조혜련(코미디언, 배우), 이혜정(요리연구가, 패셔니스타)                                                                                |
| 1055회 | 윤형빈(코미디언), 슬리피(래퍼) |
| 1056회 | 김학래(코미디언), 오재미(코미디언) |
| 1057회 | 송해나(모델), 김동현(격투선수), 권재관(코미디언), 김경아(코미디언), 김기리(코미디언)                                                  |
| 1058회 | 노시환(야구선수), 최준용(야구선수) |
| 1059회 | 서동주(방송인), 윤승열(전 야구선수)                                                                                                   |
| 1060회 | 박명수(코미디언), 김호영(뮤지컬 배우)                                                                                                 |
| 1061회 | 설아(우주소녀), 여름(우주소녀), 주영훈(작곡가), EVNNE (가수)                                                                          |
| 1062회 | 알리(가수) |
| 1063회 | 유희관(전 야구선수), 엔싸인(가수), 이수지(코미디언)                                                                                   |
| 1064회 | 이윤석(방송인) |
| 1065회 | 비오(래퍼) |
| 1066회 | 유아(오마이걸), 김성은(배우) |
| 1067회 | 지승현(배우), TEMPEST(아이돌) |
| 1068회 | 박초롱(에이핑크), 김남주(에이핑크), 김하영(배우)                                                                                      |
| 1069회 | 이상준(코미디언), UNIS(아이돌), 앰퍼샌드원(아이돌), 노지훈(트로트 가수)                                                               |
| 1070회 | KISS OF LIFE(아이돌), 이지훈(배우) |
| 1071회 | woo!ah!(아이돌), 온앤오프(아이돌), 이무진(가수)                                                                                       |
| 1072회 | 이수근(코미디언), 이재성(아나운서), 박주아(아나운서)                                                                                  |
| 1073회 | 딘딘(래퍼) |
| 1074회 | 이상훈(코미디언), 박슬기(배우), 김태원(코미디언)                                                                                      |
| 1075회 | 나상도(트로트 가수) |
| 1076회 | 판타지보이즈(아이돌), 김선(크리에이터)                                                                                                |
| 1077회 | 서남용(코미디언), 사유리(방송인) |
| 1078회 | 홍석천(배우) |
| 1079회 | 샘해밍턴(코미디언), 현우(배우), 에이티즈(아이돌)                                                                                      |
| 1080회 | 임우일(코미디언), 진성(가수), 박상민(가수)                                                                                            |
| 1081회 | HI-KEY(아이돌), 자이언트 핑크(래퍼)                                                                                                   |
| 1082회 | 문초희(트로트 가수), 임하룡(코미디언)                                                                                                 |
| 1083회 | STAYC(아이돌), 함은정(가수, 배우, 티아라의 멤버), 백성현(배우)                                                                        |
| 1084회 | Weeekly(아이돌), 장수원(젝스키스), 조정민(가수)                                                                                       |
| 1085회 | 김승현(배우), 장정윤(김승현의 아내), 하성운(가수)                                                                                     |
| 1086회 | 김성령(배우) |
| 1087회 | 김가연(배우) |
| 1088회 | 최준석 외 3인(야구선수), 베이(가수), 지우(가수)                                                                                       |
| 1089회 | 조권(가수) |
| 1090회 | P1Harmony(아이돌), 양동근(영화배우, 가수)                                                                                             |
| 1091회 | 강다니엘(가수), 오정태(코미디언) |
| 1092회 | 김정화(배우), 유은성(김정화의 남편), 오정태(코미디언), 강다니엘(가수)                                                                 |
| 1094회 | n.SSign(아이돌), 하연수(배우) |
| 1095회 | 노민우(배우, 가수) |
| 1096회 | 박준형(코미디언), 심형래(코미디언), 김장군(코미디언)                                                                                  |
| 1097회 | 제이미(가수), 피에스타(아이돌) |
| 1098회 | 오나미(코미디언), 박민(전 축구선수, 오나미의 남편), 공현주(배우)                                                                      |
| 1099회 | 트루디(래퍼), 배준열(쇼호스트, 트루디의 절친)                                                                                         |
| 1100회 | 마이티 마우스(가수) |
| 1101회 | 김성수(가수, DJ), 성대현(가수), 이성욱(가수)                                                                                          |
| 1102회 | 데이브레이크(가수) |
| 1103회 | 조현우(축구선수), 이희영(조현우의 아내)                                                                                               |
| 1104회 | 정지선(중식셰프), 김소은(배우) |
| 1105회 | 이용식(코미디언), 방주호(코미디언), 선예(가수, 뮤지컬 배우)                                                                           |
| 1106회 | 방주호(코미디언), 전수희(코미디언), 브브걸(아이돌)                                                                                    |
| 1107회 | 알베르토(방송인), 럭키(방송인) |
| 1109회 | 안영미(코미디언), 낸시랭(수필가) |
| 1110회 | 전수희(코미디언), 신수현(가수) |
| 1111회 | 오영환(산악스키 국가대표), 정미애(트로트 가수)                                                                                        |
| 1112회 | 전수희(코미디언) |
| 1114회 | 유세윤(코미디언), 미야와키 사쿠라(르세라핌), 허윤진(르세라핌), 홍윤화(코미디언)                                                       |
| 1115회 | 이용진(코미디언), 이이경(배우), 설윤(엔믹스), 규진(엔믹스), 안영미(코미디언)                                                          |
| 1116회 | 문세윤(코미디언), 이상훈(코미디언), 김용명(코미디언)                                                                                  |
| 1117회 | 황치열(가수) |
| 1118회 | 시온(NCT), 재희(NCT) |
| 1119회 | 김춘리(보디빌더) |
| 1120회 | 츄(가수), 변재영(태권소년), 안영미(코미디언)                                                                                          |
| 1121회 | 박준형(코미디언), 오지헌(코미디언), 박휘순(코미디언), 김원훈(코미디언), 조진세(코미디언), 오정태(코미디언)                            |
| 1122회 | 한수형(한수찬의 아버지), 신새벽(아역배우)                                                                                             |
| 1123회 | 우기(i-dle), 김대희(코미디언), 김성원(코미디언), 슈라(러시아 외국인), 벤(가수), 유연비, 오관용(나는 SOLO 22기 커플), 신새벽(아역배우) |
| 1124회 | 허니그루브, 박나래(코미디언), 장도연(코미디언)                                                                                        |
| 1125회 | 장민욱(배우), 김금순(배우) |
| 1128회 | 프로미스나인(아이돌) |
| 1129회 | 전수희(코미디언), AHOF(아이돌) |
| 1130회 | 장하나(코미디언), VIVIZ(아이돌), CLOSE YOUR EYES(아이돌)                                                                              |
| 1131회 | 김준현(코미디언), 서이브(가수) |
| 1132회 | STAYC(아이돌) |
| 1134회 | 임재백(코미디언) |

## 시청률
| 회차   | 방영날짜         | 시청률 |
| ------ | ---------------- | ------ |
| 1051회 | 2023년 11월 12일 | 4.7%   |
| 1052회 | 2023년 11월 19일 | 3.2%   |
| 1053회 | 2023년 11월 26일 | 3.3%   |
| 1054회 | 2023년 12월 3일  | 3.6%   |
| 1055회 | 2023년 12월 10일 | 3.9%   |
| 1056회 | 2023년 12월 17일 | 3.4%   |
| 1057회 | 2023년 12월 24일 | 3.6%   |
| 1058회 | 2024년 1월 7일   | 3.3%   |
| 1059회 | 2024년 1월 14일  | 3.7%   |
| 1060회 | 2024년 1월 21일  | 3.4%   |
| 1061회 | 2024년 1월 28일  | 4.1%   |
| 1062회 | 2024년 2월 4일   | 3.2%   |
| 1063회 | 2024년 2월 18일  | 3.7%   |
| 1064회 | 2024년 2월 25일  | 2.9%   |
| 1065회 | 2024년 3월 3일   | 4.1%   |
| 1066회 | 2024년 3월 10일  | 3.5%   |
| 1067회 | 2024년 3월 17일  | 2.9%   |
| 1068회 | 2024년 3월 24일  | 2.7%   |
| 1069회 | 2024년 3월 31일  | 3.3%   |
| 1070회 | 2024년 4월 7일   | 3.1%   |
| 1071회 | 2024년 4월 14일  | 2.9%   |
| 1072회 | 2024년 4월 21일  | 3.2%   |
| 1073회 | 2024년 4월 28일  | 2.8%   |
| 1074회 | 2024년 5월 5일   | 3.1%   |
| 1075회 | 2024년 5월 12일  | 2.8%   |
| 1076회 | 2024년 5월 19일  | 2.8%   |
| 1077회 | 2024년 5월 26일  | 2.7%   |
| 1078회 | 2024년 6월 2일   | 2.9%   |
| 1079회 | 2024년 6월 9일   | 2.6%   |
| 1080회 | 2024년 6월 16일  | 3.1%   |
| 1081회 | 2024년 6월 23일  | 2.9%   |
| 1082회 | 2024년 6월 30일  | 3.1%   |
| 1083회 | 2024년 7월 7일   | 2.3%   |
| 1084회 | 2024년 7월 14일  | 2.5%   |
| 1085회 | 2024년 7월 21일  | 2.4%   |
| 1086회 | 2024년 8월 18일  | 2.7%   |
| 1087회 | 2024년 8월 25일  | 2.8%   |
| 1088회 | 2024년 9월 1일   | 2.9%   |
| 1089회 | 2024년 9월 8일   | 2.0%   |
| 1090회 | 2024년 9월 22일  | 2.5%   |
| 1091회 | 2024년 9월 29일  | 2.6%   |
| 1092회 | 2024년 10월 6일  | 1.8%   |
| 1093회 | 2024년 10월 13일 | 2.0%   |
| 1094회 | 2024년 10월 20일 | 2.2%   |
| 1095회 | 2024년 10월 27일 | 2.5%   |
| 1096회 | 2024년 11월 3일  | 2.3%   |
| 1097회 | 2024년 11월 10일 | 1.7%   |
| 1098회 | 2024년 11월 17일 | 2.0%   |
| 1099회 | 2024년 11월 24일 | 2.0%   |
| 1100회 | 2024년 12월 1일  | 2.3%   |
| 1101회 | 2024년 12월 8일  | 1.8%   |
| 1102회 | 2024년 12월 15일 | 2.0%   |
| 1103회 | 2024년 12월 22일 | 1.9%   |
| 1104회 | 2025년 1월 5일   | 1.9%   |
| 1105회 | 2025년 1월 12일  | 1.9%   |
| 1106회 | 2025년 1월 19일  | 1.8%   |
| 1107회 | 2025년 1월 26일  | 2.2%   |
| 1108회 | 2025년 2월 2일   | 2.1%   |
| 1109회 | 2025년 2월 9일   | 2.2%   |
| 1110회 | 2025년 2월 16일  | 2.8%   |
| 1111회 | 2025년 2월 23일  | 2.4%   |
| 1112회 | 2025년 3월 2일   | 2.5%   |
| 1113회 | 2025년 3월 9일   | 2.5%   |
| 1114회 | 2025년 3월 16일  | 3.1%   |
| 1115회 | 2025년 3월 23일  | 3.0%   |
| 1116회 | 2025년 4월 6일   | 2.9%   |
| 1117회 | 2025년 4월 13일  | 2.6%   |
| 1118회 | 2025년 4월 20일  | 2.7%   |
| 1119회 | 2025년 4월 27일  | 3.1%   |
| 1120회 | 2025년 5월 4일   | 2.2%   |
| 1121회 | 2025년 5월 11일  | 2.4%   |
| 1122회 | 2025년 5월 18일  | 3.0%   |
| 1123회 | 2025년 5월 25일  | 2.9%   |
| 1124회 | 2025년 6월 1일   | 3.0%   |
| 1125회 | 2025년 6월 8일   | 2.8%   |
| 1126회 | 2025년 6월 15일  | 1.6%   |
| 1127회 | 2025년 6월 22일  | 1.5%   |
| 1128회 | 2025년 6월 29일  | 1.6%   |
| 1129회 | 2025년 7월 6일   | 1.8%   |
| 1130회 | 2025년 7월 13일  | 1.7%   |
| 1131회 | 2025년 7월 20일  | 2.1%   |
| 1132회 | 2025년 7월 27일  | 2.1%   |
| 1133회 | 2025년 8월 3일   | 1.9%   |
| 1134회 | 2025년 8월 10일  | 2.1%   |

## 포맷 수출
2014년 9월 12일 KBS 예능본부는 중국 메이저 미디어 그룹 상하이동방미디어유한공사(SMG) 산하 위성채널인 동방위성TV(드래곤TV)와 공동제작에 대한 계약을 방송사측에 따르면 《개그콘서트》의 판권을 구매해 내년 1월쯤 방송을 내보낼 예정이라고 밝혔다. 또한 현재 한국에서 방송되고 있는 코너를 중국에서 리메이크하여 현지화해 무대에 올린다는 계획을 알렸다. 제작진은 일주일 일정으로 지난 10일 입국해 프로그램 제작 전 과정을 참관한 것으로 전해졌다. KBS 예능본부 소속 PD 관계자들은 이들의 연수교육과정에 참여해 제작 노하우를 전수하고 향후 중국으로도 건너가 현지에서 연출을 도왔다. 9월부터 10월까지 무대에 오를 출연자를 선별하고 11월부터 연습에 들어가 12월부터 첫 녹화에 들어갔다. SM C&C 출신이자 과거에 개그콘서트의 최장수 코너 '달인'으로 활동했던 개그맨 김병만이 중국 상해에 진출하여 동방위성TV에 방송된 중국판 개그콘서트 생활대폭소란 이름으로 출연하고 2015년 1월 17일은 신화가 한류그룹 대표로 제작발표회에 참석해 축하사절단으로 나섰다.

## 수상 경력
- 제29회(2002년) 한국방송대상 통합 코미디언상(강성범)
- 제30회(2003년) 한국방송대상 통합 코미디언상(박준형)
- 제31회(2004년) 한국방송대상 통합 코미디언상(정종철)
- 제33회(2006년) 한국방송대상 통합 코미디언상(강유미)(해당 프로그램 外)
- 제34회(2007년) 한국방송대상 통합 코미디언상(유세윤)(해당 프로그램 外)
- 제35회(2008년) 한국방송대상 통합 코미디언상(김병만)(해당 프로그램 外)
- 제36회(2009년) 한국방송대상 통합 코미디언상(김준호)(해당 프로그램 外)
- 제37회(2010년) 한국방송대상 TV연예오락부문 작품상, 통합 코미디언상(박성호)(남성인권보장위원회)
- 제38회(2011년) 한국방송대상 통합 코미디언상(이수근)(해당 프로그램, <해피선데이> '1박 2일')
- 제39회(2012년) 한국방송대상 통합 코미디언상(김준현)
- 제40회(2013년) 한국방송대상 통합 코미디언상(신보라)
- 제42회(2015년) 한국방송대상 통합 코미디언상(유민상)
- 제44회(2017년) 한국방송대상 통합 코미디언상(이수지)
- 제46회(2019년) 한국방송대상 통합 코미디언상(유민상)
- 2023년 KBS 연예대상 베스트 팀워크상
- 2023년 KBS 연예대상 베스트 아이디어상 [데프콘 어때요](신윤승, 조수연, 박민성)
- 2024년 KBS 연예대상 베스트 아이디어상 [심곡 파출소] (송필근, 오정율, 윤승현, 홍현호, 정승우, 이수경, 장현욱, 이세진, 박민성, 김진곤)
- 2024년 KBS 연예대상 베스트 커플상(남현승&정태호)
- 2024년 KBS 연예대상 쇼&버라이어티 부문 남자 최우수상(신윤승)

## 편성 변경 및 결방 사유
1999년
- 9월 25일 : 추석특선영화 "아나콘다" 편성으로 인한 결방

2000년
- 1월 1일 : 신년특선영화 "쉬리" 편성으로 인한 결방
- 9월 23일 : 2000 시드니 하계 올림픽 중계방송으로 인한 결방
- 12월 30일 : 2000 KBS 가요대상 편성으로 인한 결방

2003년
- 2월 23일 : 대구 지하철 화재 참사의 여파로 인한 결방

2008년
- 8월 10일 : 2008 베이징 하계 올림픽 중계방송으로 인한 결방에 따라 밤 11시 10분에 방송

2009년
- 5월 24일 : 고(故) 노무현 전(前) 대통령 서거로 인한 결방
- 8월 23일 : 고(故) 김대중 전(前) 대통령 서거로 인한 결방

2010년
- 3월 28일 ~ 4월 25일 : 천안함 피격 사건 여파로 인한 결방
- 10월 24일 : 2010년 코리아 그랑프리 중계방송으로 인한 결방에 따라 밤 10시 10분에 방송

2011년
- 9월 4일 : 2011년 세계 육상 선수권 대회 중계방송으로 인한 결방에 따라 밤 10시 5분에 방송

2012년
- 8월 5일 : 2012 런던 하계 올림픽 중계방송으로 인한 결방에 따라 밤 9시 40분에 방송

2014년
- 2월 16일 : 2014 소치 동계 올림픽 중계방송으로 인한 결방에 따라 밤 9시 30분에 방송
- 4월 20일 ~ 5월 18일 : 세월호 침몰 사고 여파로 인한 결방
- 9월 28일 : 2014 인천 아시안 게임 중계방송으로 인한 결방에 따라 밤 9시 50분에 방송

2015년
- 10월 11일 : KBS 스포츠 2015 KBO 포스트시즌 준플레이오프 2차전 넥센 히어로즈 VS 두산 베어스 중계방송으로 인한 결방에 따라 밤 10시에 방송
- 11월 22일 : 고(故) 김영삼 전(前) 대통령 서거로 인한 결방에 따라 특선영화 허삼관으로 대체

2016년
- 3월 27일 : 축구 국가대표 평가전 " 대한민국 VS  태국" 중계방송으로 인한 결방
- 8월 14일 : 2016 리우데자네이루 하계 올림픽 중계방송으로 인한 결방에 따라 밤 9시 5분에 방송

2017년
- 12월 31일 : 2017 KBS 연기대상 편성으로 인한 결방

2018년
- 2월 11일 : 2018 평창 동계 올림픽 중계방송으로 인한 결방에 따라 밤 9시 20분에 방송
- 2월 18일 : 2018 평창 동계 올림픽 스피드스케이팅 여자 500m 중계방송으로 인한 결방
- 8월 26일 : 2018 자카르타-탈렘방 아시안 게임 야구 B조 " 대한민국 VS  중화 타이베이" 예선 중계방송으로 인한 결방

2019년
- 7월 28일 ~ 8월 4일 : 프로그램 재정비로 인해 대규모 개편으로 인한 결방
- 12월 21일 : 2019 KBS 연예대상 편성으로 인한 결방

2020년
- 2월 22일 : 특집 씨름의 희열 편성으로 인한 결방
- 2월 29일 ~ 6월 26일 : 코로나19 감염증 유행으로 인한 결방에 따라 스페셜 방송으로 대체
- 4월 4일 : 봄 개편으로 인한 결방
- 5월 15일 : KBS 스포츠 2020년 KBO 리그 "롯데 자이언츠 VS 한화 이글스" 중계방송으로 인한 결방
- 5월 29일 : KBS 스포츠 2020년 KBO 리그 "LG 트윈스 VS KIA 타이거즈" 중계방송으로 인한 결방
- 6월 5일 : KBS 스포츠 2020년 KBO 리그 "KIA 타이거즈 VS 두산 베어스" 중계방송으로 인한 결방

2023년
- 12월 31일 : 2023 KBS 연기대상 편성으로 인한 결방

2024년
- 2월 11일 : 설특선영화 "뜨거운 피" 편성으로 인한 결방
- 3월 10일 : 대하드라마 고려 거란 전쟁 최종회 편성으로 인한 편성 변경에 따라 밤 10시 30분에 방송
- 7월 28일 ~ 8월 11일 : 2024 파리 하계 올림픽 중계방송으로 인한 결방
- 9월 15일 : 추석특선영화 "시민덕희" 편성으로 인한 결방
- 12월 29일 : 제주항공 2216편 활주로 이탈 사고 여파로 인한 결방

2025년
- 3월 30일 : 2025년 3월 전국 동시다발 산불 여파로 인한 결방
- 8월 17일 : 2025 보령머드축제 K-POP SUPER LIVE 녹화 방송으로 인한 결방

## 타방송사 코미디 프로그램

### 방송중
- SNL 코리아(tvN/쿠팡플레이)

### 폐지
- 개그야 (MBC TV)
- 웃음을 찾는 사람들 (SBS TV)
- 코미디빅리그 (tvN)
- 개그공화국 (MBN)
- 장르만 코미디 (JTBC)

## 같이 보기
- 개승자
- 폭소클럽
- 개그콘서트 종영된 코너 (시즌 2)
- 당신이 한 번도 보지 못한 개그콘서트